# Ватнайокутль

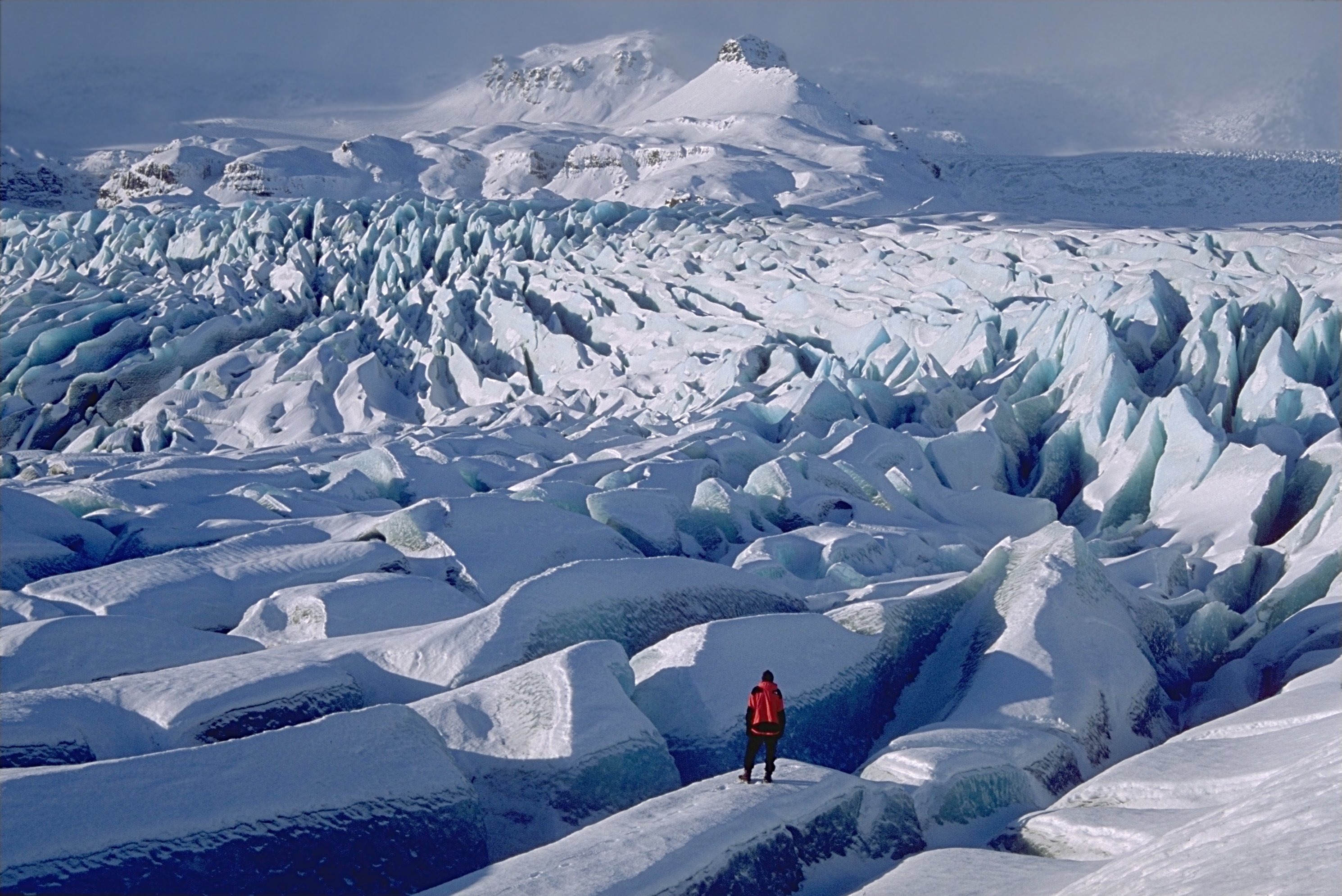
Breiðamerkurjökull — один з висхідних льодовиків Ватнайокутля

Ватнайокутль (ісл. Vatnajökull) — найбільший льодовик Ісландії. Покриває територію 8,133 км² на південному сході Ісландії, що становить 8 % території країни. Належить до льодовикової категорії льодовикових шапок. 7 липня 2008 року льодовик став частиною нового Національного парку Ватнайокутль.
Під льодовиком, як під багатьма льодовиками Ісландії, знаходиться декілька вулканів. Вулканічні озера, Ґрімсвотн наприклад, були джерелами великих льодовикових витоків у 1996 році. Вулкан під цими озерами теж спричинив значне, але короткотривале виверження у листопаді 2004 р. Протягом декількох останніх років Ватнайокутль поступово зменшується, можливо через кліматичні зміни і недавню вулканічну активність.

## Назва
Дослівно він означає «Льодовик Озер» або «Озерний Льодовик». Стара назва — Klofajökull (укр. Кловайокутль).

## Розміри
За об'ємом Ватнайокутль є найбільшим в Європі, якщо не враховувати льодовикову шапку Північного острова архіпелагу Нова Земля в Росії; за територією — другий на континенті (після льодовика Аустфонна на Шпіцбергені). Декілька вершин випинаються через рівень льоду до висоти 2 109,6 м.н.м. — пік Гванадальсхнукюр вулкану Ерайфайокутль — найвища вершина острова на південній периферії льодовика.

## Цікавий факт
Згідно з Книгою Рекордів Ґіннесса, Ватнайокутль є об'єктом найдовшої лінії горизонту на світі — 550 км від Слайттаратіндур, найвищої гори на Фарерських островах. Книга Рекордів Ґіннесса твердить, що "внаслідок світловигинаючих ефектів атмосферного заломлення, Ватнайокутль можна інколи побачити з Фарерських островів, з відстані 550 км. "Це може базуватися на знаному видовищі британського моряка у 1939 році. Обґрунтованість цього запису аналізується в математичних і атмосферичних деталях у Й. К. де Ферранті [Архівовано 1 квітня 2020 у Wayback Machine.]

## Галерея

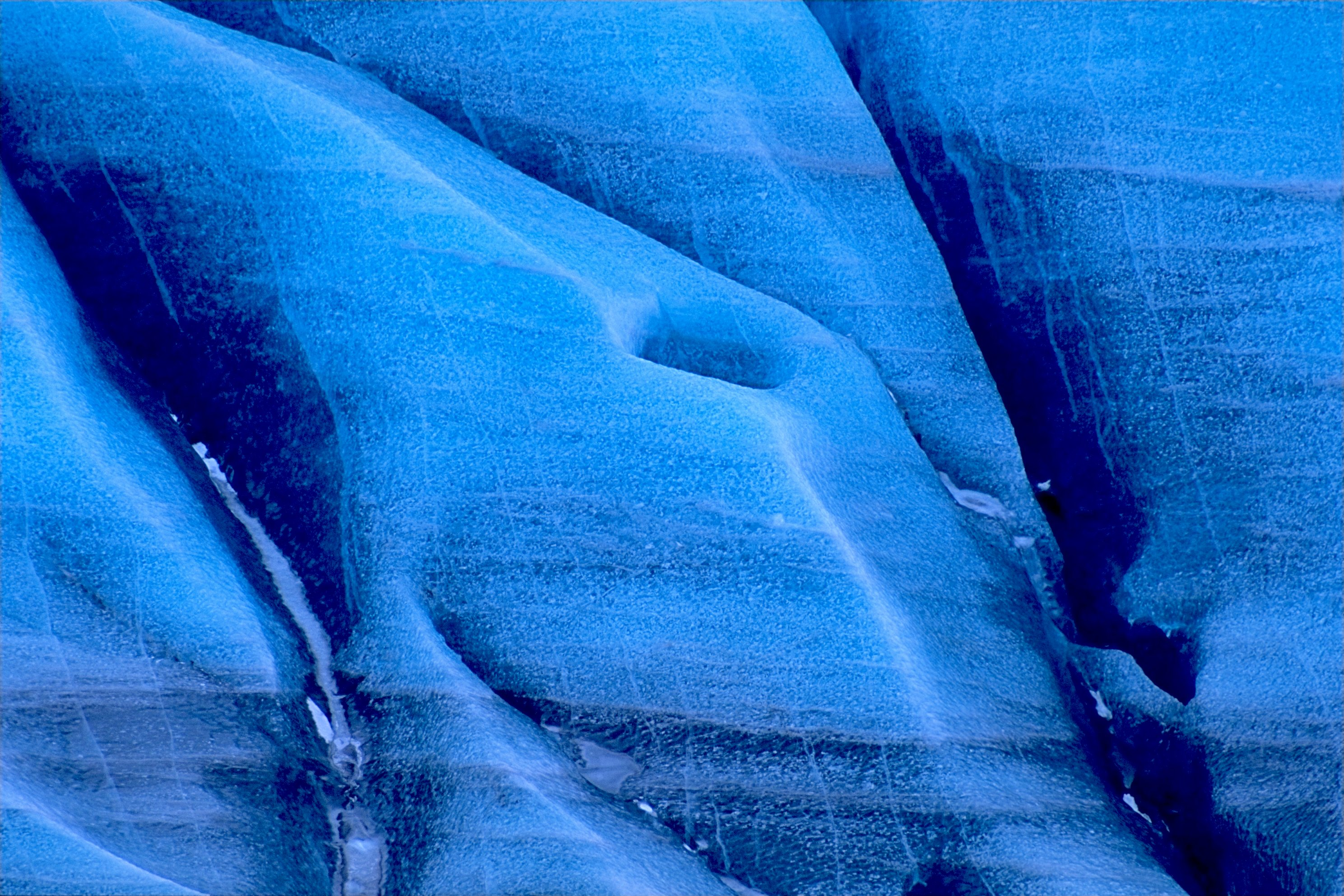
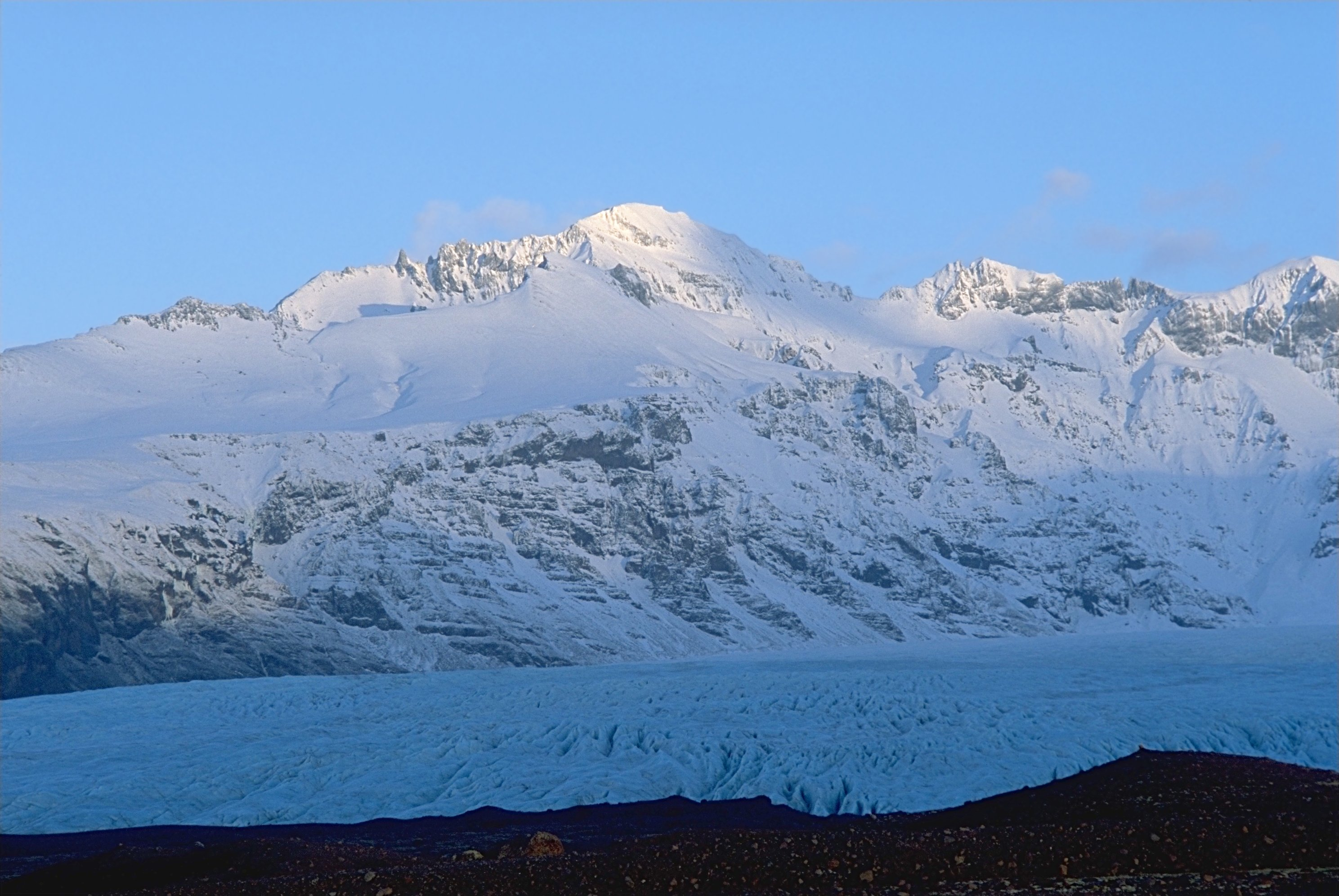
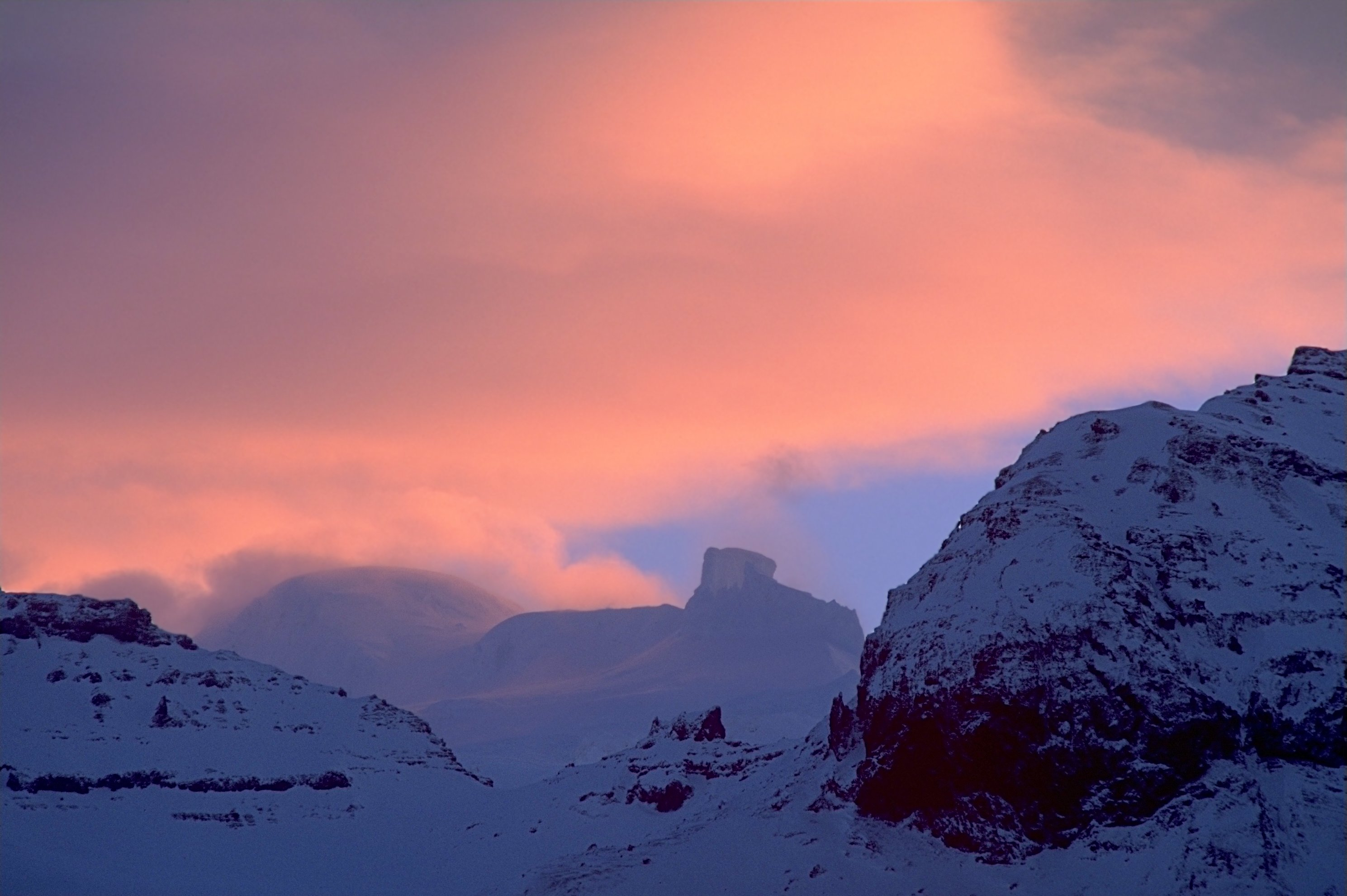
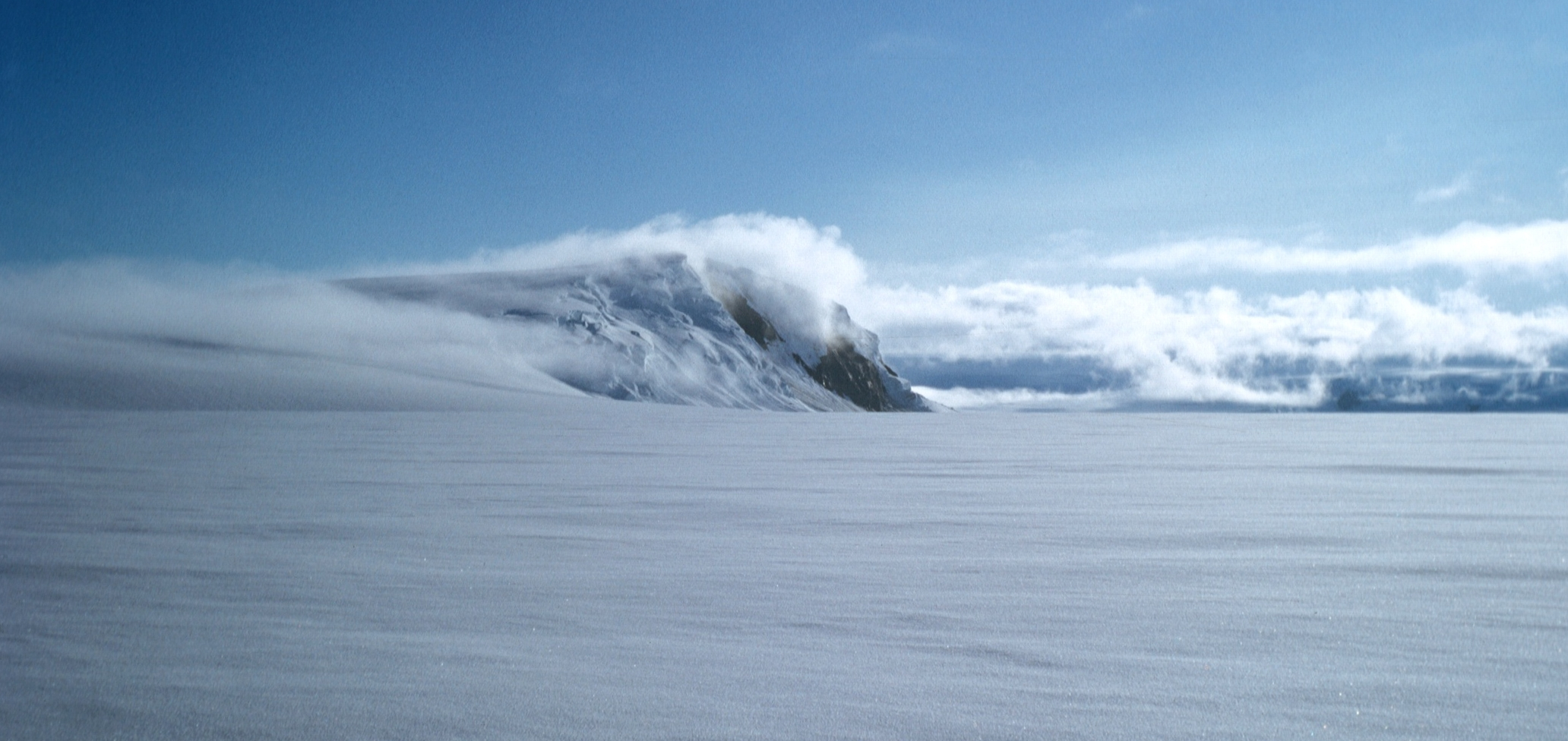
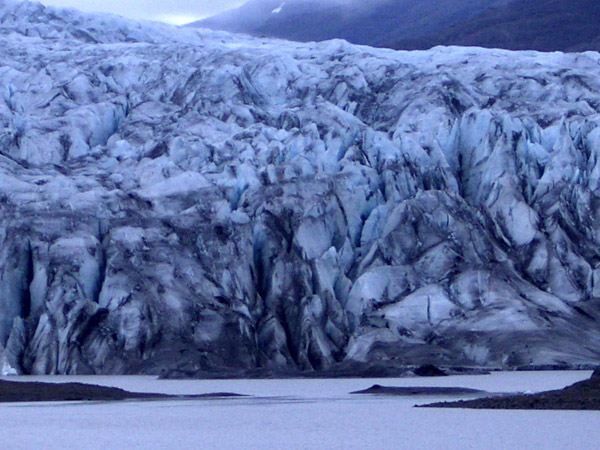
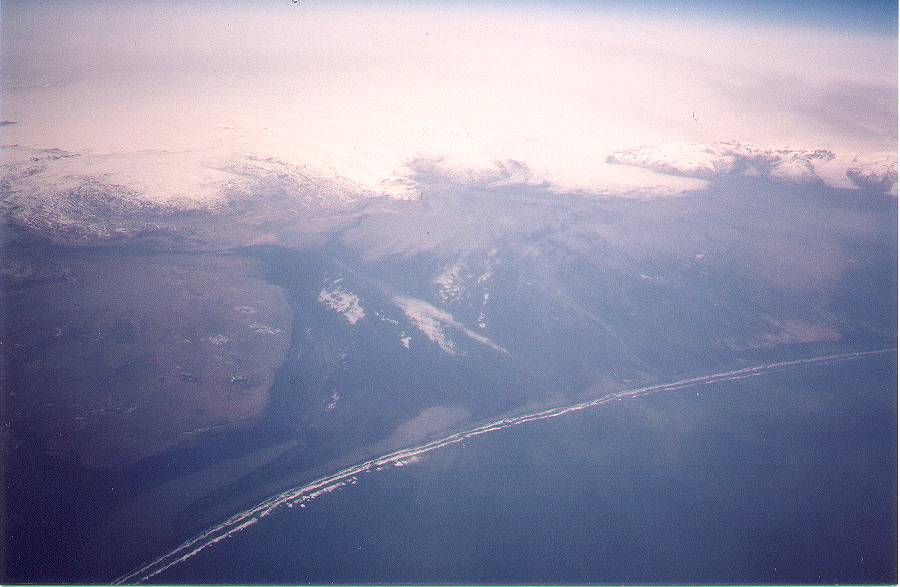

| Ісландія | Це незавершена стаття з географії Ісландії. Ви можете допомогти проєкту, виправивши або дописавши її. |